# Музика Середньовіччя
Термін музика середньовіччя охоплює період в європейської історії музики від падіння Римської імперії (V століття) до початку XV століття, коли на зміну прийшла епоха Відродження. Загальними рисами цього періоду є сильний зв'язок із релігією, перевага одноголосся, аскетизм, акапельний спів і переважання модальних ладів. На епоху середньовіччя припадає діяльність Гвідо д'Ареццо, який перший запропонував систему сольмізації, що уможливила точний запис нот.

## Поліфонія музики

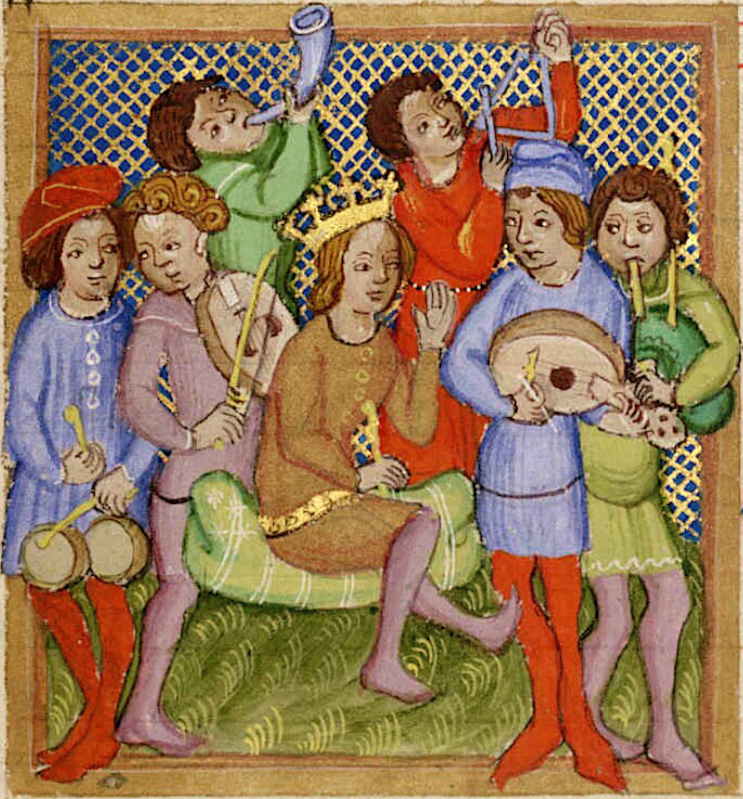
Трубадури

## Музика слов'янських народів

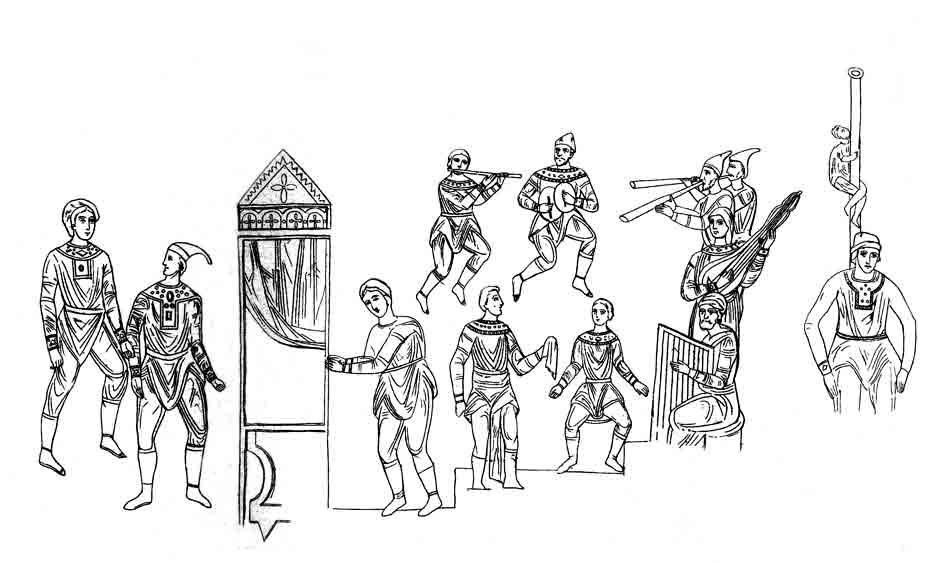
Рисунок з фрески Софійського собору, що зображує скоморохів

## Інструментарій

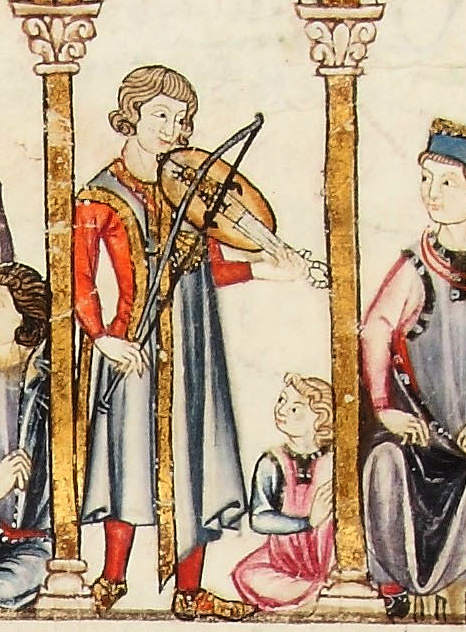
Музикант грає на віолі, манускрипт XIV століття